# Alforje

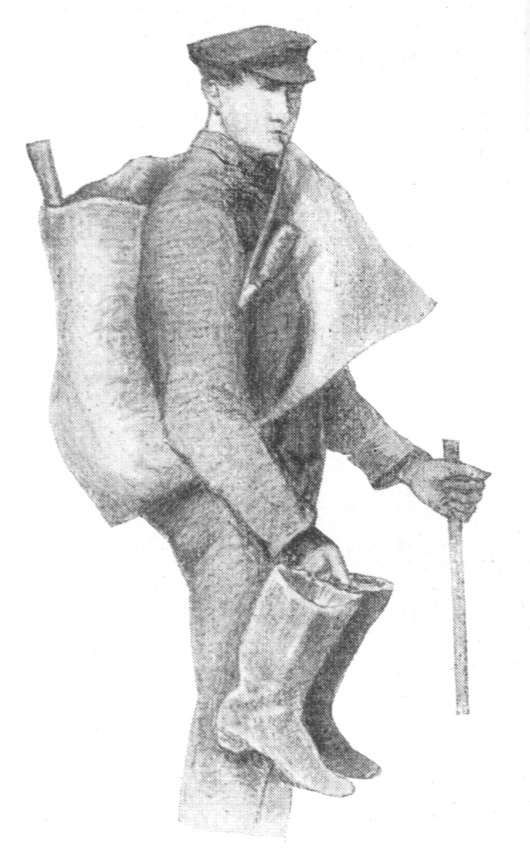
Ilustração de um homem com um alforje ao ombro, com uma bolsa de cada lado

O alforje (português brasileiro) ou alforge (português europeu) é um tipo de sacola grande, dividida em dois compartimentos ou bolsas, cada qual com a sua respectiva abertura. O alforge encontra-se fechado nas extremidades e aberto ao meio, por onde se dobra, de feição a manter os compartimentos separados entre si e a fazer uma distribuição equânime do peso.
Leva-se ao ombro ou preso a uma sela, na garupa de uma cavalgadura. É usada para transporte de objetos. Presentemente, este acessório também tem sido utilizado em bicicletas ou motocicletas, presos ao assento, em moldes análogos àqueles em que seria levado numa cavalgadura.

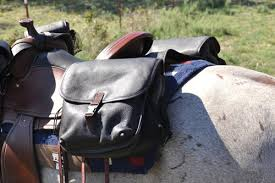
Alforge montado na sela de um cavalo, com uma bolsa de cada lado do lombo do animal

## Etimologia
O substantivo «alforge» provém do étimo árabe al-khurj, que significa «saco» ou «sacola de viagem».